# Province d'Uttaradit
Uttaradit (en thaï : อุตรดิตถ์) est une province (changwat) de Thaïlande.
Elle est située dans le nord du pays et frontalière du Laos (à l'est). Sa capitale est la ville d'Uttaradit.
L'ouest de la province est traversé par la Nan, un important tributaire de la Chao Phraya.

## Subdivisions

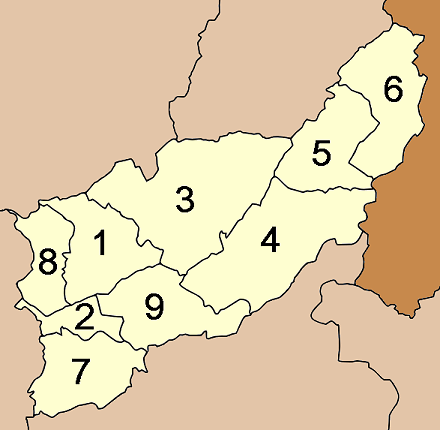
Carte des amphoe de la province d'Uttaradit.

Uttaradit est subdivisée en 9 districts (amphoe) : Ces districts sont eux-mêmes subdivisés en 67 sous-districts (tambon) et 562 villages (muban).

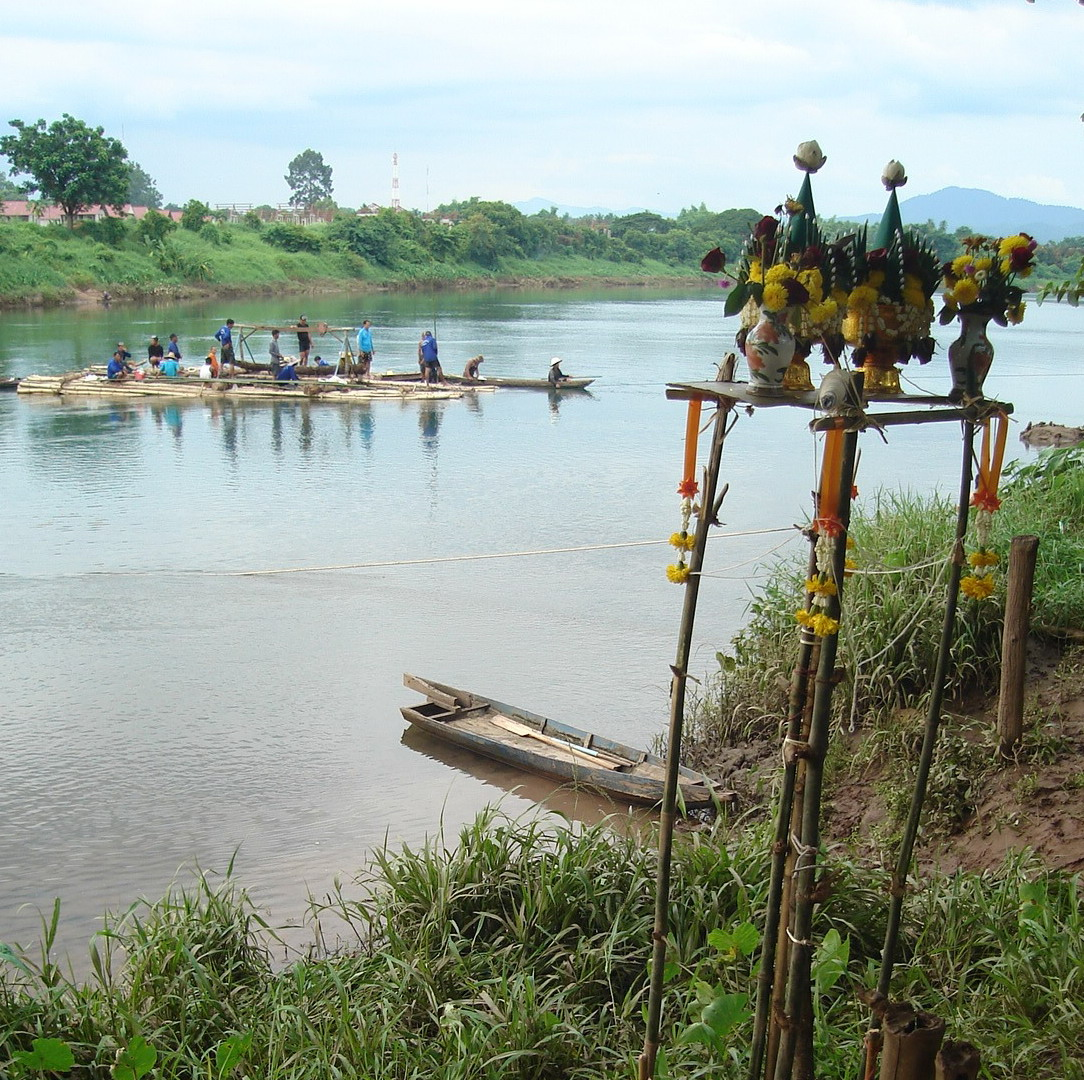
Une maison des esprits au bord de la Nan (2007)

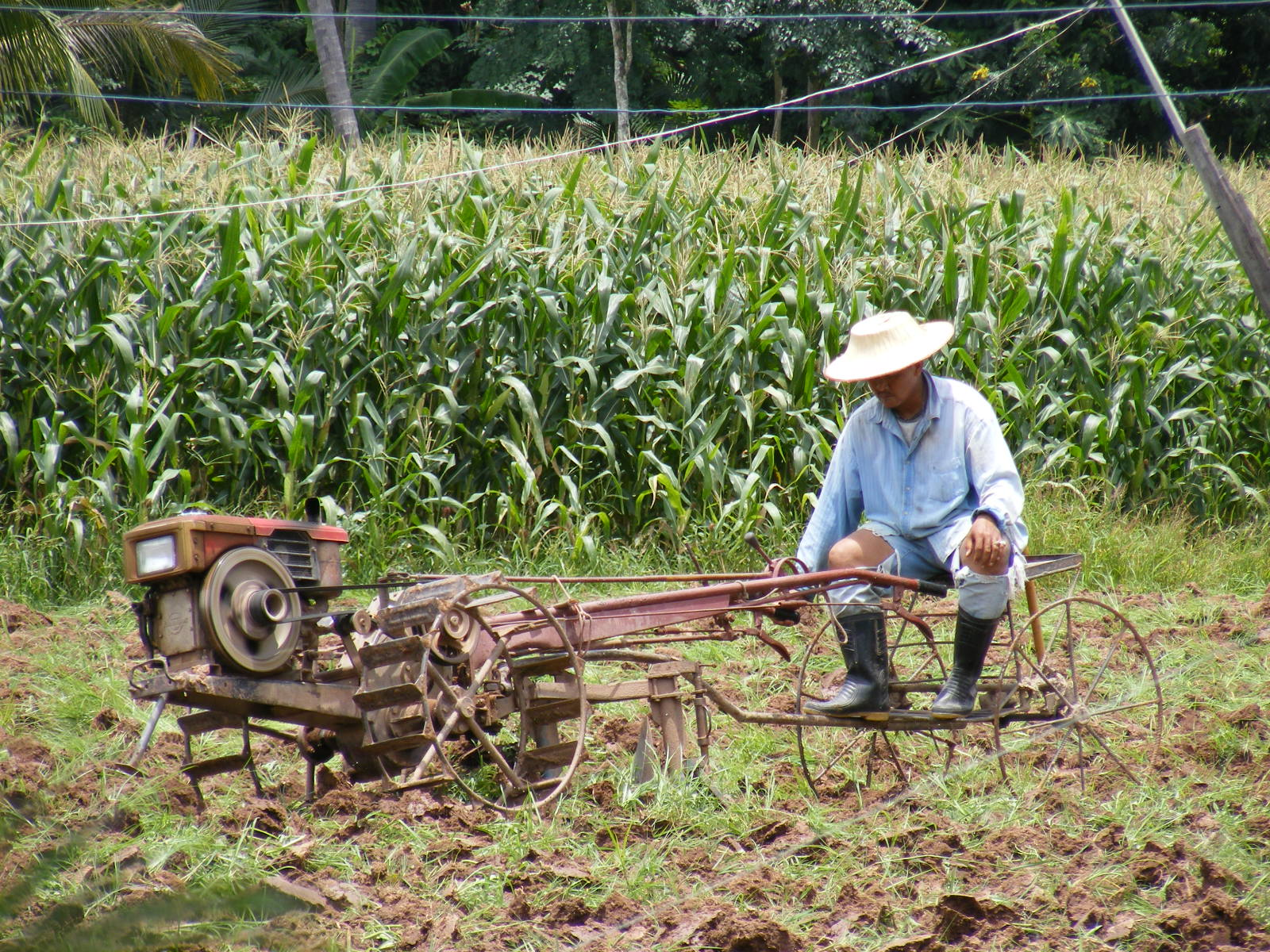
Agriculture

| 1. Mueang Uttaradit 2. Tron 3. Tha Pla 4. Nam Pat 5. Fak Tha 6. Ban Khok | 1. Phichai 2. Laplae 3. Thong Saen Khan |